# Утягулово
Утягу́лово (баш. Үтәғол) — деревня в Зианчуринском районе Башкортостана. Административный центр Утягуловского сельсовета.

## Географическое положение
Расстояние до:
- районного центра (Исянгулово): 77 км,
- ближайшей ж/д станции (Кувандык): 42 км.

## Население
| 1939 | 1959 | 1970 | 1979 | 1989 | 2002 | 2009 |
| ---- | ---- | ---- | ---- | ---- | ---- | ---- |
| 291  | ↗420 | ↗499 | ↗586 | ↘583 | ↗591 | ↘560 |
| 2010 |      |      |      |      |      |      |
| ↘478 |      |      |      |      |      |      |

### Национальный состав
Согласно переписи 2002 года, преобладающая национальность — башкиры (97 %).

## Религия
В деревне есть мечеть.

## Известные уроженцы
- Абдуллин, Сулейман Аюпович (1928—2002) — советский и российский певец.
- Куватов, Гумер Галимович (1883—1946) — советский партийный и общественный деятель.
- Куватов, Мухаметгалим Абдельганиевич (1873—1937) — башкирский просветитель.